# Zeemansvrouw
Een zeemansvrouw is een vrouw die een relatie heeft met een zeeman. Zeemansvrouwen zijn de periode dat hun man vaart alleen aan wal. Zij leven het leven verder zonder dat hun partner hierbij fysiek aanwezig is. 

## De zeemansvrouw door de tijd heen
In 1930 is een speelfilm gemaakt met de naam Zeemansvrouwen. In 2003 is het boek 'Kikkertje Lief, brieven van Aagje Luijtsen' verschenen, met daarin de briefwisseling van een zeemansvrouw aan haar zeeman in de jaren 1776 en 1780. De zeemansvrouw van nu wordt vertegenwoordigd in een vereniging. 

## Geschiedenis
In de geschiedenis woonden zeemansvrouwen vaak dicht bij elkaar. Zij woonden daar waar de schepen in de havens kwamen; aan de kust, in de havensteden en -dorpen. Op deze wijze hadden zij steun aan elkaar en waren geen uitzondering. Hun man en vaak ook zonen ging(en) voor jaren weg. Velen overleden aan ziekten als scheurbuik, kwamen om in stormen of werden slachtoffer van zeerovers. Zeer veel zeemansvrouwen kwamen alleen te staan in de zorg voor hun gezin. Het feit dat zij in een omgeving woonden waar dit vaak voor kwam, maakte dat er voor elkaar gezorgd werd. Dit maakte deze gemeenschappen vaak heel hecht.

## De moderne zeemansvrouw / zeevrouwsman
Tegenwoordig wonen zeemansvrouwen verspreid over heel het land. Schepen worden vaak niet meer in Nederlandse steden bemand. De bemanning wordt naar havens over heel de wereld gevlogen om aan te monsteren. Als wel in Nederland wordt gemonsterd is het niet langer dan een paar uur reizen van huis naar de betreffende haven. Dit maakt dat zeemansgezinnen zich tegenwoordig in heel Nederland vestigen. 
De vanzelfsprekende verbondenheid met mensen in dezelfde situatie is er momenteel in veel mindere mate. Een zeemansvrouw kan de enige zijn in haar woonplaats. Dit is dus wezenlijk anders dan in het verleden. Een zeemansvrouw kan (noodzakelijkerwijs) erg goed voor zichzelf zorgen. Hoewel de zeemansvrouw zich helemaal prettig kan voelen bij haar bestaan, leven er veel vooroordelen waar zij tegenaan kan lopen. Vaak zijn dit vooroordelen over de zeeman in zijn algemeenheid of over het hebben van een relatie zoals een zeeman en zeemansvrouw hebben.
Wat verder op te merken valt is dat er in deze moderne tijd ook vrouwen zijn die het beroep van stuurman, kapitein, of werktuigkundige uitoefenen. Dit maakt dat er tegenwoordig ook mannen als thuisfront zijn; de zeevrouwsman?! Er is (nog) geen officiële titel voor. 
Ondanks of juist dankzij die spreiding is er voor zeemansvrouwen wel een manier om met elkaar in contact te komen als zij hier behoefte aan hebben. Dit kan via de Vereniging Maritiem Gezinskontakt. Een vereniging voor en door zeemansvrouwen die zich tot doel heeft gesteld zeemansgezinnen uit heel Nederland met elkaar in contact te brengen.